# 2014 SV349
2014 SV349 est un objet transneptunien faisant partie des objets épars et une planète naine potentielle, ayant un diamètre d'environ 400 km.